# Зелёная пересмешка
Зелёная пересмешка (лат. Hippolais icterina) — вид птиц из семейства камышковковых (ранее входившего в состав семейства славковых). Ареал занимает западную и центральную части Палеарктики — от северо-востока Франции, Швеции и стран юго-запада Скандинавии до северо-западных предгорий Алтая. Зелёная пересмешка обитает в разнообразных биотопах с разреженным древостоем и развитым кустарниковым ярусом, предпочитает сырые лиственные леса, встречается и в городских парках. Перелётный вид, зимующий в тропическом поясе центральной и южной Африки.
По классификации Международного союза охраны природы зелёная пересмешка относится к категории наименее уязвимых видов («Least concern», LC). Однако в средней полосе Европы численность вида постепенно снижается; одной из возможных причин может быть усиление конкуренции с многоголосой пересмешкой, популяция которой, напротив, возрастает.

## Общее описание

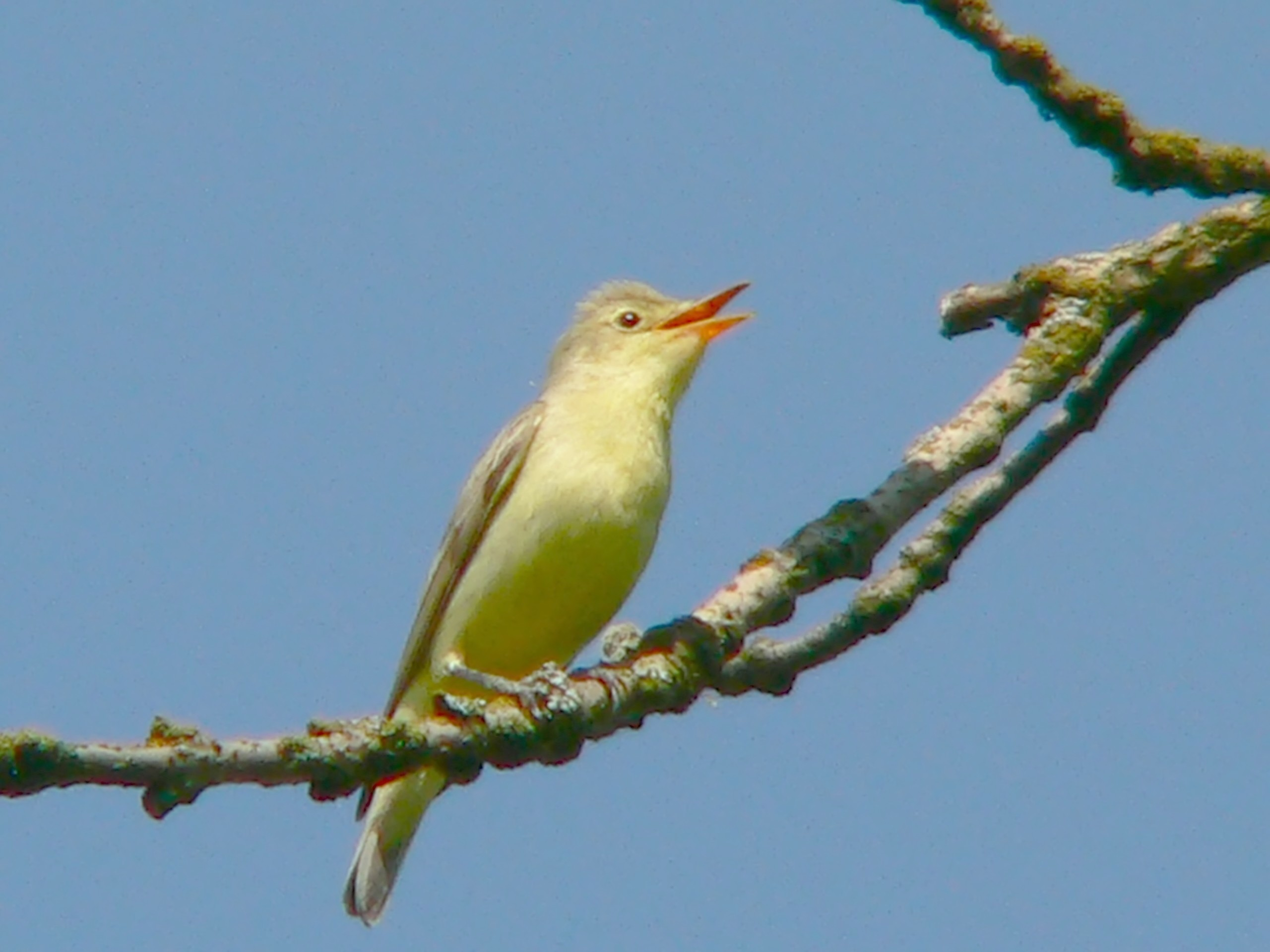
Поющая зелёная пересмешка

Зелёная пересмешка — небольшая птица, длина тела — 12-13,5 см. Голова большая, клюв у основания широкий, крылья длинные, хвост короткий. Окраска ярче, чем у других пересмешек: низ тела зеленовато-желтый, верх — оливково-коричневый. Над глазом проходит неяркая желтоватая бровь.
Песня пересмешки представляет собой подражание другим птицам или гнусавые крики. Она поёт, запрокинув голову. Крик зеленой пересмешки представляет собой громкое металлическое «вет», «трэк» или «це-це-те-тевин». Птица также обладает характерным позывом — громкий, как бы насмешливый выкрик «чигрии» с пискливым растянутым окончанием. Он не похож на крик пеночек или позывы камышовок. 
Пересмешка обитает на деревьях, где собирает пищу, склевывая её главным образом с листьев, как это делают пеночки, с характерным порханием в воздухе у кончика ветки. Она служит полезным энтомофагом во фруктовых садах: «бродя» по деревьям, она истребляет мелких гусениц, жучков-листоедов, тлей и других вредителей листвы. Только осенью она начинает есть ягоды (например, бузину, крушину, смородину), но большого ущерба садоводству этим не причиняет.
Для жизни пересмешке нужны не только кроны деревьев, но и кустарник под ними или на опушках. Своё искусное гнездышко она вьёт в лесном подседе или на небольших деревцах — на черемухе, рябине, сирени. Обычно оно помещается в развилке двух ветвей, близко отходящих от главного ствола, и сделано из очень разнообразного материала. Наружные стенки могут быть плотно сплетены из сухих стебельков, листьев и корешков, все это оплетается паутиной гусениц, растительным пухом, «облицовано» тонкими курчавыми плёнками берёзовой кожицы (бересты). Такая «облицовка», часто под тон окружающих ветвей, делает гнездо очень малозаметным. Внутренняя выстилка бывает из волоса и перьев. Вся постройка очень плотная, в форме глубокой чашечки, стенки которой прикреплены к опорным ветвям. Полная кладка содержит 4-5 яиц, бледно-розовых, с отчетливыми черновато-бурыми пятнышками (длина около 18 миллиметров). В средней полосе (в Московской области) в конце июня уже попадаются слётки. Так же, как родители, они мало заметны в листве кустарника, где держатся, но выдают своё присутствие низким и хриплым криком («чэээ-чэээ»).

## Размножение

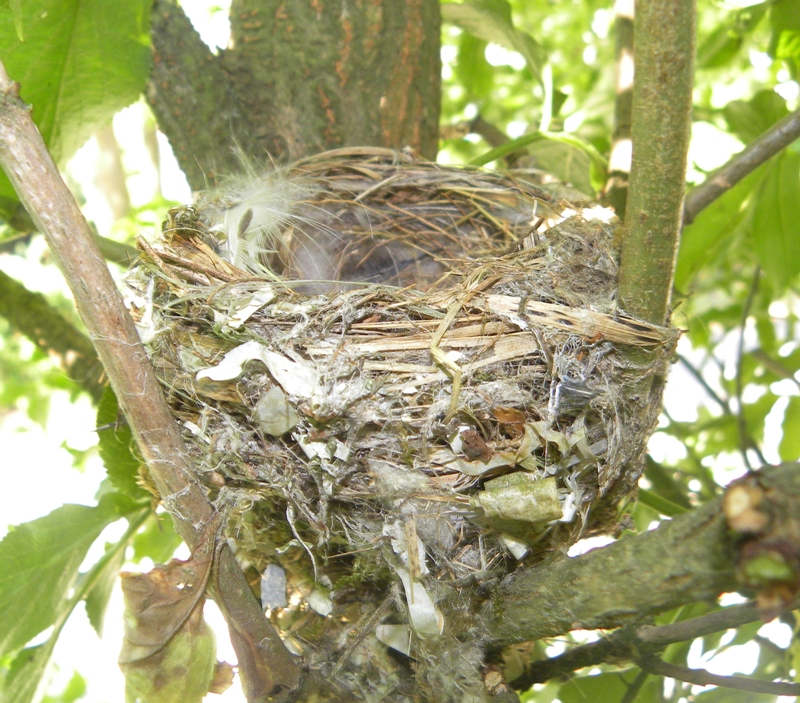
Гнездо

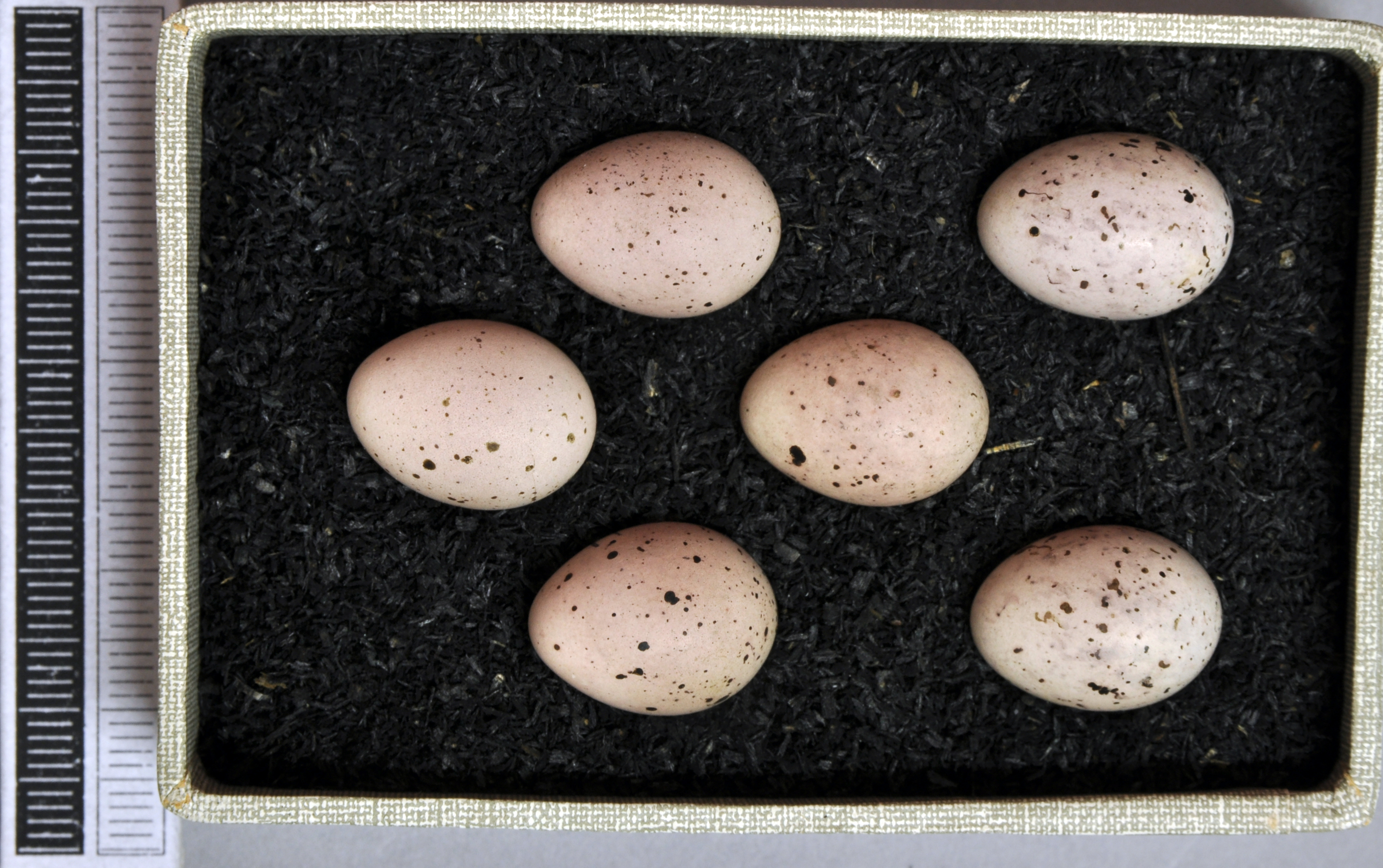
Яйца зелёной пересмешки, музейная коллекция

Эти птицы не любят гнездиться близко и живут, не слыша ни песни, ни переклички друг друга. Близости птиц своего вида они предпочитают близость других птиц: очень часто зелёные пересмешки гнездятся на окраине колоний дроздов-рябинников, рядом с зябликами, пеночками, зеленушками и другими птицами, собирающимися под защиту дроздов. Почти каждый такой мирок имеет свою зелёную пересмешку.
Весной пересмешки появляются на гнездовьях гораздо позже дроздов и многих других птиц, уже после того, как лес наполовину оденется листвой и «закроется», как говорят лесники и поэты. Чаще это случается в начале мая. Прилёт продолжается не менее 10 дней, а пролёт — до конца мая. Пение пересмешки слышится лишь спустя 5-10 дней после прилёта, с середины мая. Это время совпадает с моментом образования брачных пар, проходит в большом возбуждении при активном пении и криках самцов. Позже пение становится более спокойным, ко второй половине июня постепенно слабеет, заканчиваясь при появлении слётков.

## Пение
Песня пересмешки похожа на песни зеленушек и камышовок — она не оформлена и бесконечна, не имеет фиксированных структур и состоит из чередования собственных позывов, щебета и верещания, перемежающихся множеством заимствованных у других птиц звуков. Чаще всего пересмешка включает в песню сигналы тревоги птиц. Песни бывают двух типов: тихие и торопливые, похожие на невнятное бормотание «под сурдинку», и более громкие, чёткие, с размеренной расстановкой звуков. Отдельные самцы резко отличаются по богатству репертуара: есть самцы с бедной и однообразной песней, в которой, помимо своих позывов и покриков, используются сигналы 3-5 видов других птиц, а есть самцы с особенно богатым репертуаром, в котором можно услышать до 20 сигналов и элементов песни 10-15 видов птиц. Конечно, такая песня не может сравниться с песней даже камышовки, но пересмешка может поразить слушателя таким четким и резким выкрикиванием чужих сигналов, которого не услышишь ни у жаворонка, ни у камышовки. Кроме сигналов обычных птиц, гнездящихся рядом с самой пересмешкой и особенно вместе с ней в колониях дроздов, эти птицы любят заимствовать крики кулика-черныша, коршуна, канюка и других хищных птиц, хотя и выкрикивают их существенно тише, словно вы слышите хищную птицу издалека. Очень любят зелёные пересмешки покрикивать сигналами тревоги дроздов, в колониях которых гнездятся, кричать иволгой и её птенцами, большим пестрым дятлом, скворцом, зябликом, пустельгой, горихвосткой, чеглоком, галкой, вальдшнепом, козодоем. Когда пересмешка поёт тихую торопливую песню, она создаёт впечатление далекого тревожного хора птиц. Когда она переходит на громкий, а иногда и яростный покрик, её с полным правом можно назвать тихим ужасом зелёного леса: эти чёткие, громкие сигналы тревоги, без сомнения, очень волнуют лесных птиц, которых пугает и дразнит встревоженный самец пересмешки. Нельзя сказать, что птицам от покрика пересмешки бывает смешно — наоборот, им бывает страшно. Но пугать и отталкивать рядом гнездящихся птиц — это лишь одна и, видимо, даже не главная функция песни и имитационного покрика пересмешки, слишком уж редко встречаются такие коварные самцы. У имитационной песни пересмешки, видимо, много других положительных функций.

## Подвиды
Выделяют следующие подвиды:
- Hippolais icterina alaris Stresemann, 1928
- Hippolais icterina icterina Vieillot, 1817
- Hippolais icterina magnioculi Knijff & van Swelm, 1998